# Serra di Scopamene
Serra di Scopamene (in francese Serra-di-Scopamène, in corso Sarra di Scupamè) è un comune francese di 106 abitanti situato nel dipartimento della Corsica del Sud nella regione della Corsica.

## Società

### Evoluzione demografica
Abitanti censiti